# Litoměřice
Litoměřice (Duits: Leitmeritz) is een Tsjechische stad in de regio Ústí nad Labem in het district Litoměřice. De stad ligt op de plaats waar de rivier Eger uitmondt in de Elbe. Het gebied waar Litoměřice in ligt wordt wel Zahrada Čech (de Tuin van Bohemen) genoemd, vanwege het relatief warme klimaat. Drie kilometer ten oosten van de stad ligt de berg Radobýl.

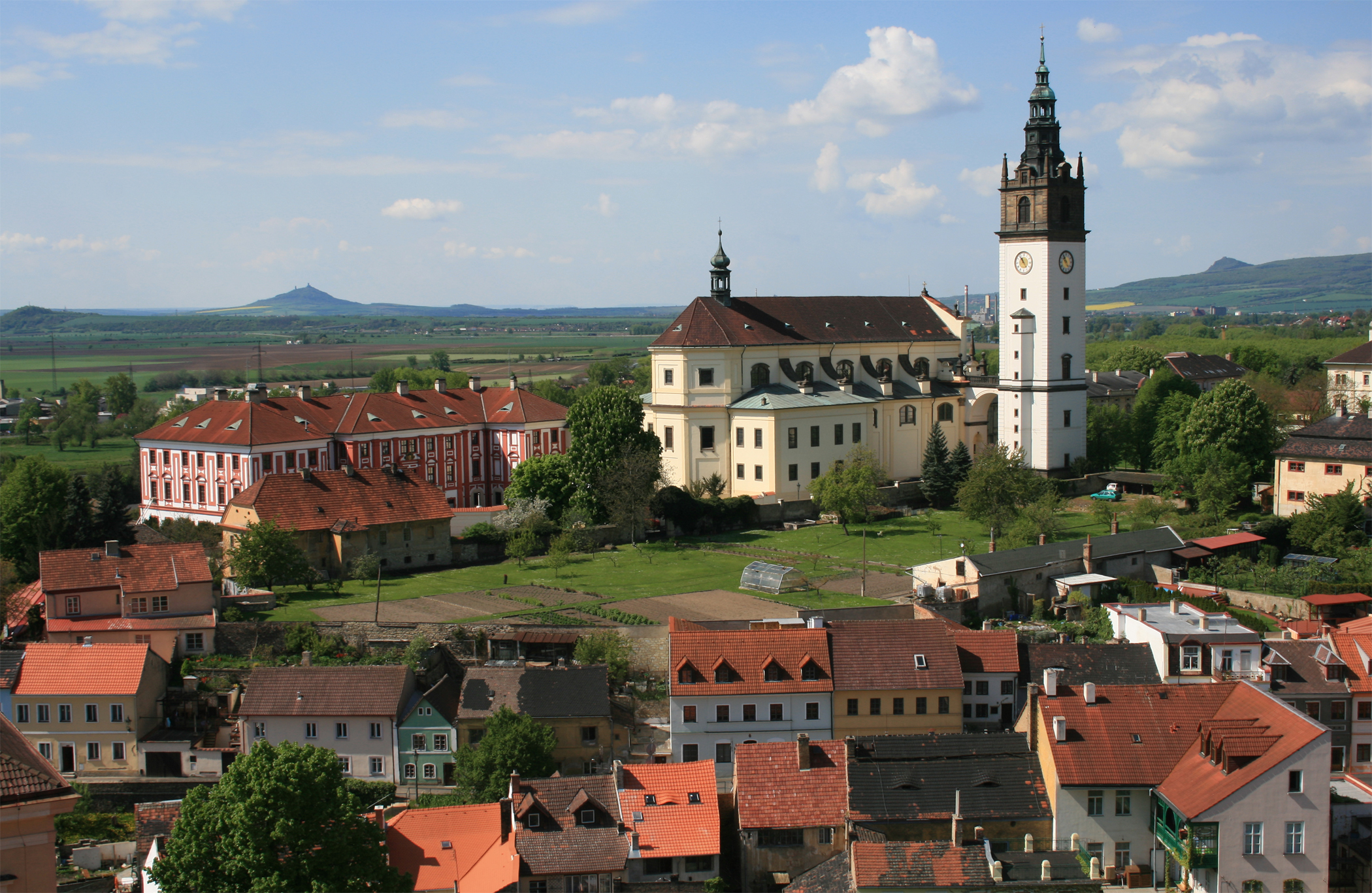
Sint-Stefanuskathedraal in Litoměřice

## Geschiedenis
In de vroege middeleeuwen woonde hier de Slavische stam van de Lutomericii, die zijn naam gaf aan de latere stad. In de tiende eeuw behoorde het gebied tot het Boheemse koninkrijk en werd er een burcht opgericht. Rond 1225 werd een stad bij de burcht gesticht en voorzien van Duits (Maagdenburgs) stadsrecht en bevolkt met handwerkslieden en handelaren uit het naburige Saksen, maar ook uit het Rijnland.
De ontwikkeling bleef steken in de veertiende eeuw nadat een brand de stad had verwoest en de pest de bevolking decimeerde. Tijdens de Hussietenoorlogen koos de stad de kant van de koning tegen de opstandelingen, maar omdat inmiddels het Tsjechische en Hussitischgezinde aandeel aan de bevolking sterk was toegenomen, koos de stad uiteindelijk de partij van de Utraquisten (Hussieten) en verdreef in 1436 het Duitse patriciaat uit de stadsregering. Economische bloei ging gelijk op met de nieuwe zelfbewuste koers en ook de inmiddels Luthers geworden Duitse minderheid koos stelling tegenover het centralisme van de koningen die inmiddels uit het Habsburgse huis stamden. Na de opstand van 1618 werd de stad op deze houding afgerekend. In de Slag op de Witte Berg werden Utraquisten en Lutheranen verslagen en vervolgens uitgewezen, tenzij zij zich bekeerden tot het Katholicisme. De stad ontvolkte en werd opnieuw ingericht als kerkelijk centrum - sinds 1655 een bisdom – en verrijkt met kloosters en scholen waarvan het barokke stadsbeeld nog steeds getuigt. Italiaanse architecten en kunstenaars speelden een bepalende rol in de nieuwbouw van de verwoeste en verlaten stad. Onder de nieuwe inwoners werden gaandeweg de Duitstaligen weer bepalend en vanaf 1738 zijn de raadsprotocollen, in plaats van Tsjechisch, Duits genotuleerd. 
De economie van de stad werd steeds meer bepaald door de aanwezigheid van garnizoenen en de bouw van fortificaties, waaronder die van het naburige Theresienstadt. 
Door de tolerantie van keizer Joseph II konden aan het einde van de achttiende eeuw zich ook weer Lutheranen en Joden in de stad vestigen en ontstond een nieuwe dynamiek. In de vroege negentiende eeuw stamde een van de voorlopers van de Tsjechische nationale beweging Josef Jungmann uit Leitmeritz. Tot aan het einde van de Oostenrijkse periode zou de stad daarna in inwonertal van 3.000 tot 15.000 toenemen. Ook de Tsjechische minderheid groeide door de toevloed van plattelanders tot 7% in de volkstelling 1910. Vermoedelijk minstens drie maal meer, want tweetaligen gaven zich vaak als Duitstalig op. De Duitse meerderheid was zeer dominant en voelde zich bedreigd, wat zich manifesteerde in handhaving van het Duits als enige officiële taal en de onderdrukking van Tsjechische cultuuruitingen en scholen.
Na de opname van de stad in de nieuwe Tsjechoslowaakse Republiek van 1918, werd de stad door Tsjechische milities bezet, waartegen de Duitse raadsmeerderheid tevergeefs protesteerde. Tsjechen kregen volledige rechten en bij de volkstellingen bleek nu dat een derde van de burgers zich vrij voelde om zich Tsjech te noemen. De spanningen tussen beide bevolkingsgroepen namen toe en de positie van de Duitstaligen versterkte zich via de Sudetenduitse partij van Konrad Henlein die met een twee-derde raadsmeerderheid de tweetaligheid van het gemeentebestuur niet kon afschaffen omdat deze wettelijk bepaald was voor minderheden van 20% of meer. In 1938 werd het Sudetenland door het nationaalsocialistische Duitse Rijk geannexeerd en verdween het Tsjechisch als officiële taal. Enkele duizenden Tsjechen verlieten toen Leitmeritz, anderen pasten zich aan en aanvaardden het Duitse staatsburgerschap. Alle Tsjechische instellingen werden opgeheven.
In 1945 kwamen de Tsjechische autoriteiten terug en volgens de Beneš-decreten werden nu de 15.000 Duitse inwoners de stad uitgezet. Zie ook Verdrijving van Duitsers na de Tweede Wereldoorlog. Nieuwe inwoners werden aangetrokken door de verlaten huizen en deels ook onder druk hierheen gevoerd. 
Nieuwe industrie en de centralisatiepolitiek schiepen een bestaansbasis voor het nieuwe Litoměřice met een vrijwel geheel nieuwe bevolking, die langzaam de vooroorlogse omvang bereikte, dan stagneerde en na 1990 iets terugliep.

## Bezienswaardigheden
- Het K.H.Mácha Stadstheater werd gebouwd in 1822 naar ontwerp van de architect J. Gaube. Het is een van de oudste theaters in Tsjechië.
- De bisschoppelijke residentie, gebouwd aan het eind van de zeventiende eeuw.
- o.a. Jezuïetenkerk, Dominicanenkerk, Kapucijnenkerk, Adalbertkerk en Wenceslauskerk.

## Partnersteden

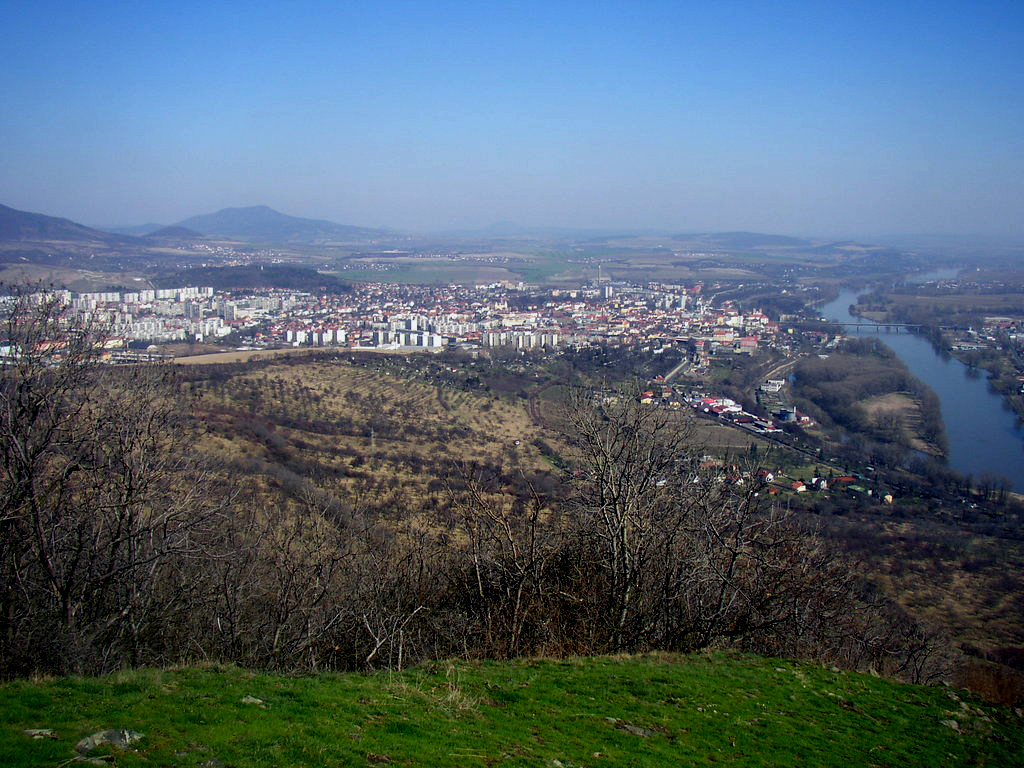
Litoměřice gezien vanaf de Radobýl, met aan de rechterkant de Elbe

- Calamba City (Filipijnen)
- Fulda (Duitsland)
- Meißen (Duitsland)

## Personen

### Geboren in Leitmeritz/Litoměřice
- František Antonín Rössler (oorspronkelijk Franz Anton Rössler), 1750-1792 componist
- Wenzel Pilsak von Wellenau (1779-1855) Oostenrijks generaal-majoor en vuurwapenfabrikant
- Joseph Emanuel Hilscher (1806-1837) Duits romantisch dichter
- Alfred Kubin (1877-1959) Oostenrijks graficus, boekillustrator en schrijver wiens werk door de nazi's als entartet werd beschouwd
- Kurt Honolka (1913-1988) propagandistisch Wehrmacht-oorlogsverslaggever
- Rudolf Buchbinder (1946) concertpianist en dirigent in Oostenrijk
- Jiří Růžek (1967) Tsjechische kunstfotograaf
- René Andrle (1974) Tsjechisch wielrenner

Bechlín ·
Bohušovice nad Ohří ·
Brňany ·
Brozany nad Ohří ·
Brzánky ·
Bříza ·
Budyně nad Ohří ·
Býčkovice ·
Ctiněves ·
Černěves ·
Černiv ·
Černouček ·
Čížkovice ·
Děčany ·
Dlažkovice ·
Dobříň ·
Doksany ·
Dolánky nad Ohří ·
Drahobuz ·
Dušníky ·
Evaň ·
Hlinná ·
Horní Beřkovice ·
Horní Řepčice ·
Hoštka ·
Hrobce ·
Chodouny ·
Chodovlice ·
Chotěšov ·
Chotiměř ·
Chotiněves ·
Chudoslavice ·
Jenčice ·
Kamýk ·
Keblice ·
Klapý ·
Kleneč ·
Kostomlaty pod Řípem ·
Krabčice ·
Křesín ·
Křešice ·
Kyškovice ·
Levín ·
Lhotka nad Labem ·
Liběšice ·
Libkovice pod Řípem ·
Libochovany ·
Libochovice ·
Libotenice ·
Litoměřice ·
Lkáň ·
Lovečkovice ·
Lovosice ·
Lukavec ·
Malé Žernoseky ·
Malíč ·
Martiněves ·
Michalovice ·
Miřejovice ·
Mlékojedy ·
Mnetěš ·
Mšené-lázně ·
Nové Dvory ·
Oleško ·
Píšťany ·
Ploskovice ·
Podsedice ·
Polepy ·
Prackovice nad Labem ·
Přestavlky ·
Račice ·
Račiněves ·
Radovesice ·
Rochov ·
Roudnice nad Labem ·
Sedlec ·
Siřejovice ·
Slatina ·
Snědovice ·
Staňkovice ·
Straškov-Vodochody ·
Sulejovice ·
Štětí ·
Terezín ·
Travčice ·
Trnovany ·
Třebenice ·
Třebívlice ·
Třebušín ·
Úpohlavy ·
Úštěk ·
Vědomice ·
Velemín ·
Velké Žernoseky ·
Vchynice ·
Vlastislav ·
Vražkov ·
Vrbice ·
Vrbičany ·
Vrutice ·
Záluží ·
Žabovřesky nad Ohří ·
Žalhostice ·
Židovice ·
Žitenice